# 逆エビ固め

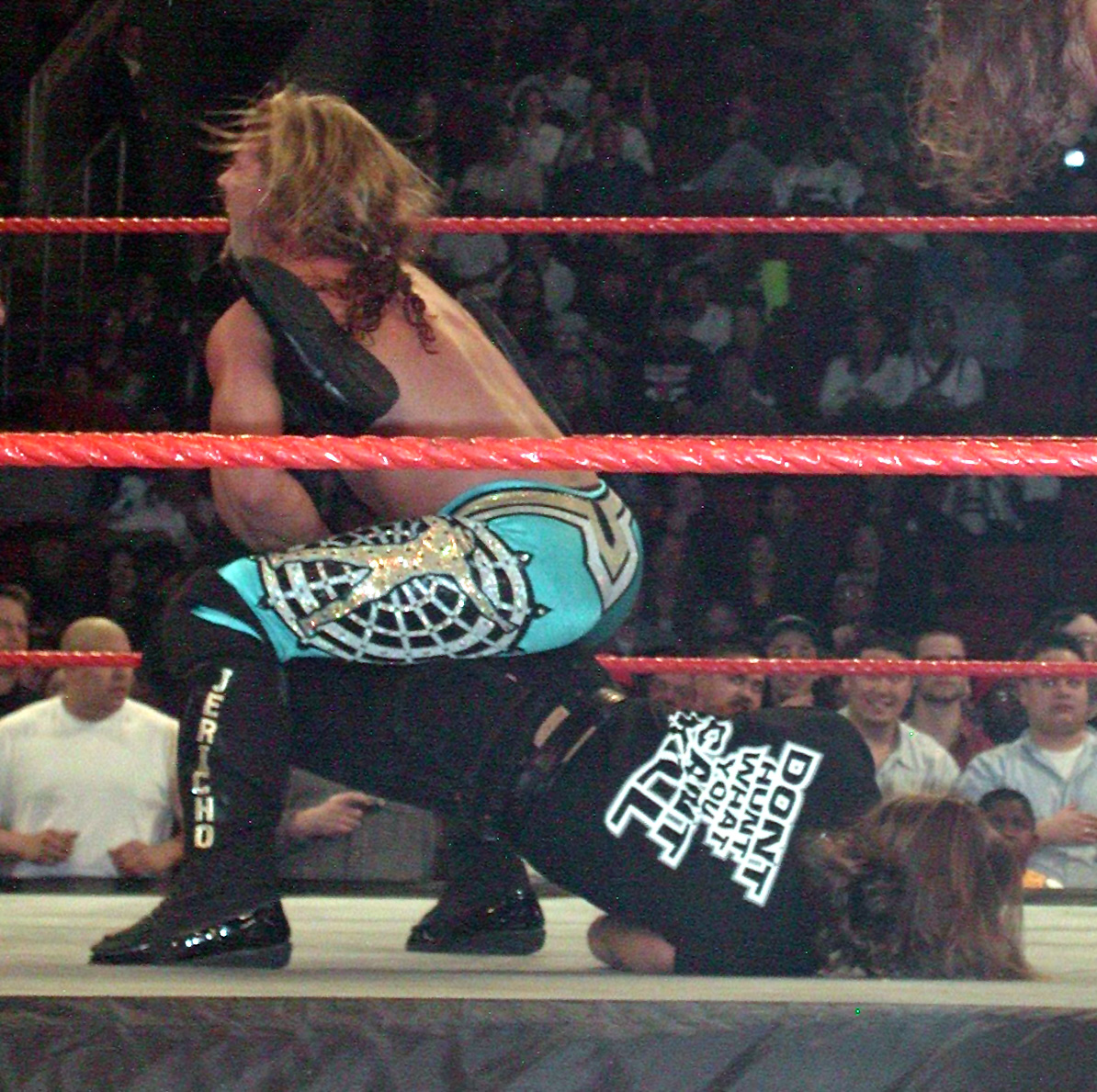
クリス・ジェリコによる逆エビ固め。

逆エビ固め（ぎゃくえびがため）は、プロレス技の一種である。ボストンクラブ（Boston Crab）とも呼ばれる。

## 概要

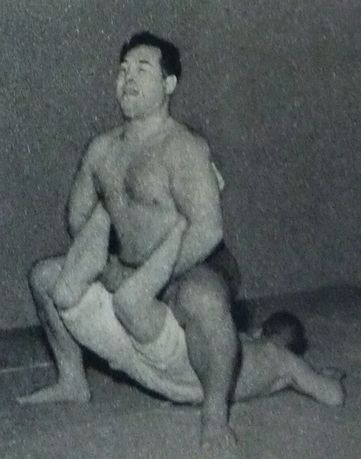
山口利夫による逆エビ固め。

仰向けになっている相手の両足を、それぞれのわきの下にはさみこみ、そのまま相手の身体をまたぐようにステップオーバーして、相手の背中を反らせて背中・腰を極める。プロレスの基本技の一つ。片足だけを極める場合は逆片エビ固め（ハーフ・ボストンクラブ）と呼ばれる。逆片エビ固めでは足首や膝をも極める場合が多い（後述）。
日本では力道山時代から多くのレスラーによって使用されてきた非常にポピュラーな技であり、日本プロレスでは豊登、全日本プロレスではジャンボ鶴田、新日本プロレスで、坂口征二、藤波辰爾がよく使用していた。また、ジャイアント馬場も日本プロレス時代にはよく使用していた。藤原喜明はマットに頭を付け倒立して身体を反転させて抱えられた脚をクロスした状態から相手を投げ飛ばすという返し技を開発して使っていた。平成以降では佐々木健介が2000年8月13日に新日本で開催された「G1 CLIMAX」決勝戦において対中西学戦でフィニッシュ・ホールドとして使用したことで注目を集めた。
かつて小中学校でプロレスごっこが流行っていた頃、この技による窒息で死者が出るほど非常に危険な技である。まだ体力の付いていない若手レスラーのフィニッシュ・ホールドとなる場合も多く、素人が遊び半分でこの技の真似をするのは避けるべきである。
2017年9月30日、総合格闘家Jonno Mearsが、英国で行われた総合格闘技大会FCC19の試合で使用してタップアウトを奪い話題になった。
アメリカ人プロレスラー、ジム・ロンドスによって開発されたと言われている。フォール技であるエビ固め（ボストンクラブ） を裏返したような形になるためリバース・ボストンクラブと呼ばれる。
ただし、のちにエビ固めをボストンクラブと呼ぶことは少なくなり、ボストンクラブという名称は逆エビ固めを指すことがほとんどとなった。同様に元来片エビ固めを指すハーフ・ボストンクラブ、シングル・ボストンクラブは、のちに逆片エビ固め（後述）を指すことが多くなった。

## 派生技

### 逆片エビ固め
ハーフ・ボストンクラブとも呼ばれる。相手の片足を抱えて極める逆エビ固め。通常の逆エビ固め同様、数多くのレスラーによってフィニッシュ・繋ぎ技双方で現在に至るまで幅広く使用される。ランス・ストームはカナディアン・メイプル・リーフの名称で使用していた。また旧UWF勢はジャパニーズ・レッグクラッチと呼称していた。相手の足首・膝を両手のクラッチを用いて極めることを主目的とした技であることから、通常の足首をホールドする本来の逆片エビと区別していた。一般的には同一の技として認識される。

### 逆片逆エビ固め
ブル中野のオリジナル技。逆片エビ固めと比較すると自身の体が逆になる。

### 逆逆エビ固め
前後逆に仕掛ける逆エビ固め。大畠美咲や白川未奈らが使用。

### ライオンテイマー
クリス・ジェリコの得意技。
相手の後頭部や背中に膝を押しつけて片膝立ちで行う高角度の逆エビ固め。
主に軽量級戦線で活躍したWCW時代までの決め手であったが1999年のWWE移籍後に後述のウォールズ・オブ・ジェリコへ移行した。使用を辞めた理由は「ベテランにこの技をかけると嫌がるから」としている。だが2010年頃からは主に軽量級選手に対し稀に解禁している。WWEの実況からはウォールズ・オブ・ジェリコと同じ技として扱われている。同型技に伊藤麻希の伊藤パニッシュなど。

### ウォールズ・オブ・ジェリコ
クリス・ジェリコの代表的な必殺技。立ったまま仕掛ける高角度の逆エビ固め。
WWEデビュー当初は腰を落とさずに行うのが特徴であったが、2001年頃からは普通の逆エビ固めと大差が無くなっていた。名前の由来はドイツのバンドHELLOWEENのデビューアルバム"Walls of Jericho"およびその出典であるヘブライ聖書の記述から。
ジェリコは背後から丸め込んでから掛ける、ライオンサルトに相手が膝を立てたところを着地し掛けるなどどんな体勢からでもこの技を使うことができる。なおこの技に限ったことではないが、ジェリコは昨今のWWEの選手ではあまり見られない関節技の際の審判への「ask him!」の問いかけを頻繁に行う（「ask him」を直訳すると「彼に聞け」となる。つまり、審判に対して「相手がギブアップするかどうか聞け」≒「ギブアップを促せ」という意味になる）。
別名鯱式逆エビ固め（しゃちしきぎゃくえびがため）。第2次UWF時代の中野龍雄は、逆片エビ固めで、この技を使用していた。内藤恒仁と対戦した際に使用した逆片エビ固めに対して専門誌が付けたネーミングであり、彼がこの方式の元祖である。まるで相手が鯱のように反ることからこの名が着いた。

### 抱え込み式逆エビ固め
新日本プロレスに参戦していた頃のスティーブ・ウィリアムスが使用していた。後に天山広吉が本名の山本広吉時代に使用していた。相手の両足を、自らの胸の前で抱え込むように固めてかける。ヤングライオンがある程度成長してから、この技を使うことも多い。他の主な使用者は関根龍一(レッツ・コンバインの名称で使用)ほか。

### 腕取り式逆片エビ固め
川田利明が短期間使用していたオリジナル技。相手の片腕を、自らの足で巻き込んでハンマーロックに極めておき、同時に足を取って逆片エビ固めとの複合技に極める。後に格闘探偵団バトラーツの石川雄規が「情念固め」として復活させる。類似技に腕固めで捕らえた腕を足で極めなおし同時に逆片エビ固めを決める中津良太のクレッセントムーン、ラ・マヒストラルの要領で相手の片腕を足で巻き込んでから逆片エビ固めを決めるメイ・サン＝ミッシェルのサン＝ミッシェルなどがある。

### 腕極め式逆片エビ固め
ムイ・ビエン
ルチャ・リブレのジャベの流れを組む技で、大原はじめが主な使用者。
仰向けの相手の右腕を巻き込みながら反転させ、ハンマーロックを極めつつ右足を捉え、体重を掛けて背中を反らせる腕極め式逆片エビ固め。技名は「美味しい」「いいね」などの意味で使用される汎用性の高いスペイン語から。また、類似の技にドラゴンゲートの斎藤了が使うサイクリング・ヤッホーがあるが、サイクリング・ヤッホーは腋に挟んだ脚とクロスさせる様に腕を極める点で異なる。

### 拷問逆エビ固め
自らが立った状態で逆エビ固めをかけながら、片足で相手の頭部を踏みつける技。逆片エビ固めで行う場合もある。1990年代前半の全日本プロレスでよく見られた技で、ジャンボ鶴田、田上明、川田利明、渕正信らが挑発の意味も含めて使用していた。

### ハース・オブ・ペイン
チャーリー・ハースのオリジナル技。
うつ伏せ状態の相手の両足を4の字固めで固め、さらに相手の左足を挟み込むように右足を折りたたんで、左足首を踏みつける。そのまま相手の右足首をつかんでマットに倒れこみ、ロメロスペシャルの体勢で相手を吊り上げる。

### サソリ固め
長州力のオリジナル技。相手の両足をクロスして自分の足を差し込んで固定。そのまま跨ぐようにステップオーバーする。背中、腰に加え、両足の関節も決めていく。英名はスコーピオン・デスロックあるいはシャープシューター。

### テキサス・クローバー・ホールド
テリー・ファンクのオリジナル技。日本名は四葉固め。両足を交差して自分の腕で固定して決める変形のサソリ固め。天龍源一郎、小橋建太、棚橋弘至、ディーン・マレンコ、漫画『キン肉マン』のテリーマンなどが使用していた。

### タランチュラ
TAJIRIのオリジナル技。ロープを絡めての逆エビ固め。ロープハング・ボストンクラブとも呼ばれる。反則技なので5カウントまでという制約があり、フィニッシュムーブとしては用いられない。

### ラッソ・フロム・エルパソ
エディ・ゲレロのオリジナル技。
変形テキサス・クローバー・ホールド。2002年の一時期にフィニッシュ技として使用したが、以後は全く出さなかった。
ボストンクラブで自身の片膝を相手の腰に当て支点にして折り曲げる技で、2002年頃の一時期のみフィニッシュムーブだったが、2005年にヒールターンした直後に使用し始めた。
相手をフランケンシュタイナーでマットに叩きつけ、相手の両足を交差させて右足でまたいでマットに倒れ込み、相手の両足を自身の両足で挟み込んで横方向に転がし、相手の右足を脇に抱えてアキレス腱を絞り上げる。
フランケンシュタイナーで相手をマットに叩きつけ、自身は後転して立ち上がり、相手の両足を交差させての逆エビ固めに移行する。3種類を使用。

### ブロック・ロック
ブロック・レスナーのオリジナル技。
マフラーホールドとシングル・ボストンクラブの複合技。
相手をマフラーホールドで絞り上げてから上に乗り、ハーフボストンクラブの様に相手の腰、股関節膝関節にダメージを与える。

### 変形逆エビ固め

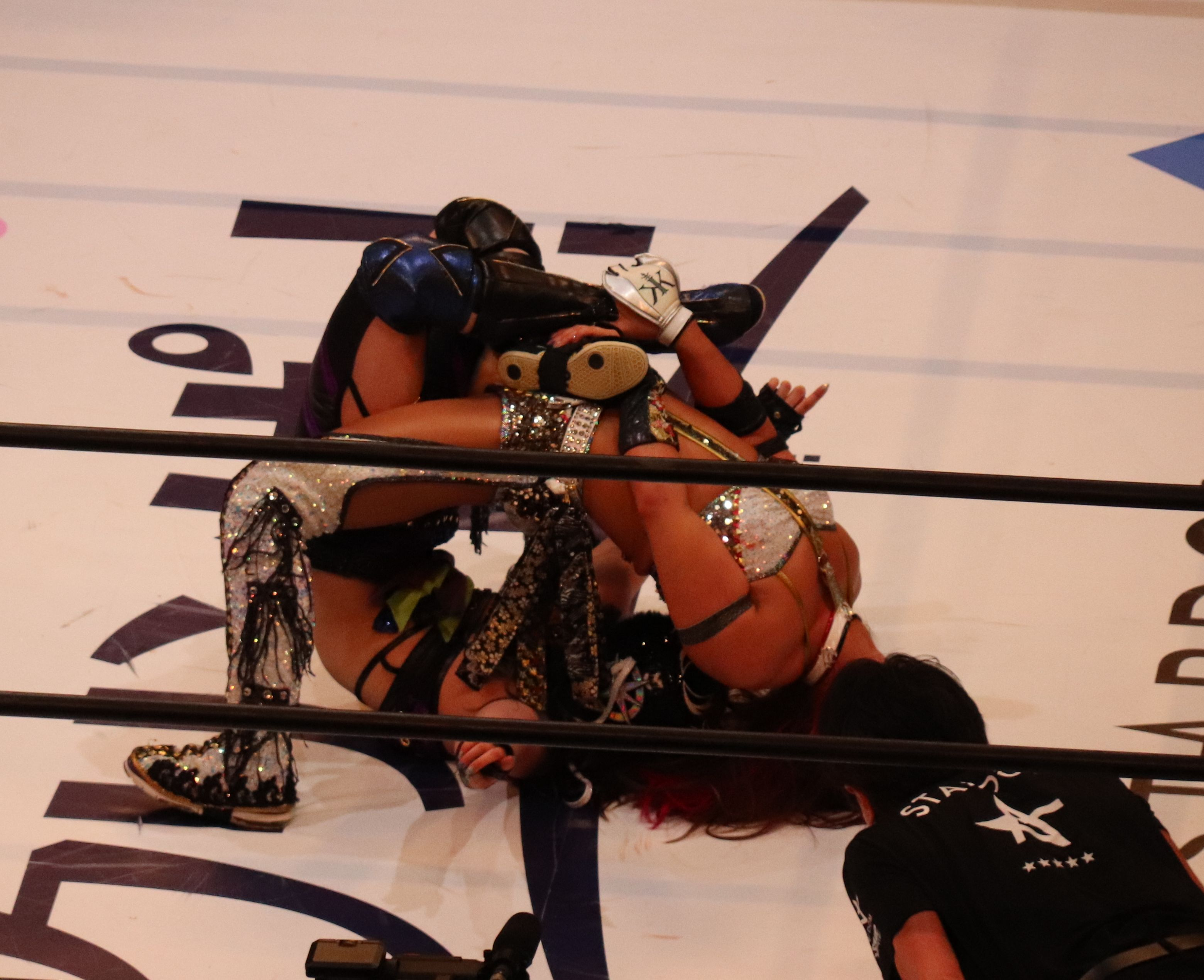
KAIRIによるイカリ

クロストンクラブ
ジョニー・ガルガノのオリジナル技。
相手の両脚を交差させた変形逆エビ固め。
イカリ
KAIRIのオリジナル技。相手の両脚を交差させた上に、仕掛ける側はブリッジすることで、相手をよりエビ反りにする。

### 鯱締

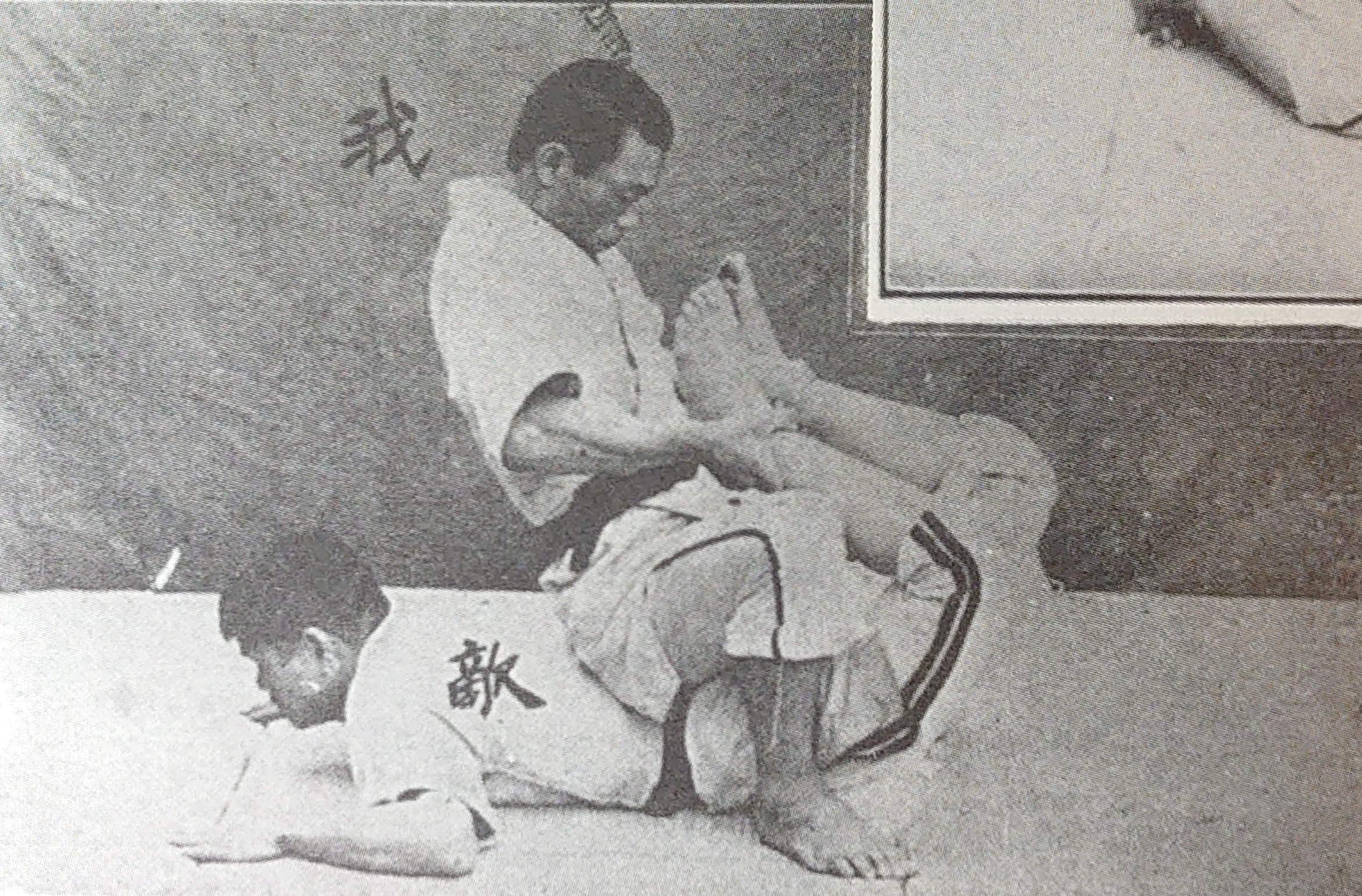
神道六合流の鯱締

鯱締（しゃちじめ）は両手で相手の両足首を持った 逆エビ固め。神道六合流柔術の技。神道六合流の創始者野口清は1915年11月30日、サンフランシスコでプロレスラーアド・サンテルと戦い敗北した。別名裏絞。